# Vyšné Remety
Vyšné Remety es un municipio del distrito de Sobrance en la región de Košice, Eslovaquia, con una población estimada a final del año 2024 de 387 habitantes.
Se encuentra ubicado al noreste de la región, en la cuenca hidrográfica del río Bodrog (afluente derecho del Tisza) y cerca de la frontera con la región de Prešov y Ucrania.

## Demografía
| Año        | 1994 | 2004    | 2014    | 2024    |
| ---------- | ---- | ------- | ------- | ------- |
| Población  | 435  | 420     | 413     | 387     |
| Diferencia |      | −3,44 % | −1,66 % | −6,29 % |

| Año        | 2023 | 2024    |
| ---------- | ---- | ------- |
| Población  | 388  | 387     |
| Diferencia |      | −0,25 % |